# Swissmetal
Die Swissmetal Industries AG ist ein international tätiges Schweizer Industrieunternehmen, das auf die Entwicklung, Herstellung und den Vertrieb von Spezialprodukten aus Kupfer und Kupferlegierungen spezialisiert ist. Der Sitz des Unternehmens war bis Ende 2012 im solothurnischen Dornach und ist seit Anfang 2013 im bernjurassischen Reconvilier. Von 2013 bis Mitte 2019 war das Unternehmen als Baoshida Swissmetal AG eine Tochtergesellschaft der chinesischen Baoshida Holding Group Co. Ltd.

## Geschichte
Das Unternehmen hat seinen Ursprung in drei Firmengründungen der zweiten Hälfte des 19. Jahrhunderts an den Standorten Thun, Reconvilier und Dornach aufgrund des wachsenden Bedarfs an Buntmetallprodukten insbesondere zur Herstellung von Uhren-Rohwerken, Munition und Telefondraht. 1855 gründete Edouard Boillat in Reconvilier zusammen mit seinem Schwiegervater die Firma Bueche, Boillat et Cie., die erste Messingschmelze der Schweiz und Zulieferantin der Uhrenindustrie. 1895 wurde in Dornach die Metallwerke AG gegründet. Im gleichen Jahr gründete der Industrielle Gustav Selve in Thun die Schweizerischen Metallwerke Selve & Co., zu der 1953 noch ein Standort in Uetendorf hinzukommen sollte.
Zu Beginn des 20. Jahrhunderts wurden die Walzwerke durch Press- und Ziehwerke ergänzt und stellten damit auch Messingstangen und später Drähte für Drehereien her. Im frühen 20. Jahrhundert begannen die Werke Extrusionspressen zu kaufen und Ziehereien einzurichten, wobei die Walzwerke und die Giessereien ebenfalls immer wieder erweitert wurden.
Bis in die 1980er Jahre waren die drei Buntmetallhersteller Bueche, Boillat et Cie., Metallwerke AG und Schweizerische Metallwerke Selve & Co. führend auf verschiedenen Buntmetallmärkten. Danach wurden die drei Unternehmen aufgrund des steigenden Wettbewerbsdrucks 1986 in der neu gegründeten UMS Schweizerische Metallwerke AG zusammengeführt. 1990 kaufte die UMS Schweizerische Metallwerke AG die auf Press- und Ziehprodukte kleinerer Abmessungen spezialisierte deutsche Busch-Jaeger Metallwerke GmbH in Lüdenscheid. Zu dieser Zeit hatte das Unternehmen über 2000 Mitarbeiter.
Der sich fortsetzende Verlust von Marktanteilen aufgrund nicht ausreichender Wettbewerbsfähigkeit in verschiedenen Buntmetall-Commodity-Bereichen führte bald nach dem Zusammenschluss zur Schliessung der Selve-Werke in Thun und Uetendorf 1991. Ende 2002 ging sodann das Werk Busch-Jaeger im Nachgang zur seinerzeitigen Weltwirtschaftskrise in die Insolvenz.
In der Folge kündigten sämtliche Banken der UMS Schweizerische Metallwerke AG die Kreditlinien und die gesamte Gruppe stand erstmals kurz vor dem Aus. Ein tiefgreifendes Restrukturierungsprogramm wurde durch den Ally-Management-Group-Sanierer Martin Hellweg entwickelt und beschlossen. Dieses Programm ermöglichte es dem Unternehmen, mittels einer umfassenden Refinanzierung im Juni 2004 auf dem Kapitalmarkt ein zweites Leben zu erlangen.
Ein zentraler Teil des Restrukturierungsprogramms war die Integration der beiden verbleibenden Werke Reconvilier und Dornach sowie die Zusammenlegung der Giesserei- und Extrusionspresseanlagen am Standort Dornach. Aus Protest gegen die Integration und Verlagerung verschiedener Anlagen aus Reconvilier fanden dort zwei schweizweit hochbeachtete illegale Streiks statt, einmal im Herbst 2004 während 10 Tagen und einmal im Februar 2006 über 30 Tage. Der erneute Zusammenschluss mit der im Nachgang zur Insolvenz von einer Investorengruppe restrukturierten Busch-Jaeger Metallwerk GmbH in Lüdenscheid gab dann den entscheidenden Anstoss zur Beilegung des zweiten Streiks Anfang März 2006. In den Jahren 2007 und 2008 erfolgten die letzten Schritte im Rahmen des 2003 aufgelegten Restrukturierungsprogramms. Der Sanierer Martin Hellweg verliess das Unternehmen im Mai 2009.
Die Weltwirtschaftskrise 2009/2010 und der sich seitdem zum Nachteil für Schweizer Produktionsstandorte entwickelnde CHF-EURO-Wechselkurs trafen das Unternehmen jedoch nochmals sehr hart. Am 30. Juni 2011 wählte die Generalversammlung von Swissmetal einen neuen Verwaltungsrat, bestehend aus den drei Ally-Management-Group-Partnern Martin Hellweg, Patrick Huber-Flotho und Arturo Giovanoli. Der Geschäftsleitung war am gleichen Tag vom vorherigen Verwaltungsrat gekündigt worden.
Kurz darauf folgte im August 2011 im Rahmen eines Nachlassverfahrens nochmals eine tiefgreifende Restrukturierung. Das Unternehmen fand so noch einmal operativen Boden und bekam eine dritte Chance auf ein Überleben für die verbleibenden ca. 450 Mitarbeiter. Im November 2012 konnte das deutsche Werk in Lüdenscheid an die französische Le Bronze Industriel SAS verkauft werden. Im Januar 2013 übernahm die damalige Baoshida Swissmetal AG die Schweizer Betriebe in Dornach und Reconvilier mit sämtlichen aktuellen Mitarbeiterinnen und Mitarbeitern und sicherte sich dabei unter anderem die Marke «Swissmetal». 2019 wurde das Unternehmen durch zwei Schweizer Aktionäre unter dem Vorsitz eines Industriellen übernommen. Damit konnte der Fortbestand dieses Traditionsnamens und der Weiterbetrieb der dazugehörigen Betriebe, fokussiert auf in der Schweiz produzierbare Spezialitätenprodukte, als bis auf weiteres gesichert gelten.
Der Standort Dornach wird per Ende Juli 2025 geschlossen.

## Geschichtlicher Rückblick: Aluminiumwalzwerk in Thun, 1914–1918

Aluminiumblöcke werden im Glühofen vorgewärmt, um die Walzfähigkeit zu verbessern
Ein Aluminiumblock wird in das Walzwerk eingeschoben
Der Aluminiumblock wird ein weiteres Mal in das Walzwerk eingeschoben
Das auf ca. 1 cm gewalzte Aluminiumbahnen blech wird ein weiteres Mal ins Walzwerk eingeführt
Eine vorgewalzte Aluminiumbahn wird von 3 Mann zum Zuschneiden transportiert
Die grobgewalzten Aluminiumbahnen werden in handliche Tafeln geschnitten
Die zugeschnittenen Tafeln werden zur Feinwalzung in ein anderes Walzwerk eingeschoben
Auf der anderen Seite des Walzwerkes wird das dünne Aluminiumblech herausgezogen

## Legierungen & Produkte
In den Werken der Swissmetal Industries AG werden Drähte und Stangen (rund, vierkant etc.) sowie Profile (massiv und hohl) hergestellt. Swissmetal Industries AG umfasst mehr als 80 Kupferlegierungen:
Reines und niedrig legiertes Kupfer
Messing mit oder ohne Blei (Kupfer-Zink)
Sondermessing
Vernickeltes Messing (Kupfer-Zink-Nickel)
Bronzen (Kupfer-Zinn)
Cupro-Aluminium

## Anwendungen
- Verbindungstechnik (Automobil, Luft- und Raumfahrt, Medizin, Militär)
- Schraubenschneiden
- Architektur
- Luxusgüter
- Schreibgeräte (Stiftspitzen)
- Uhrmacherei
- Energieerzeugung